# Kōsuke Kitajima
Kosuke Kitajima (Tóquio, 22 de setembro de 1982) é um ex-nadador japonês, que era especialista no nado peito e ganhador de quatro medalhas de ouro em Jogos Olímpicos.
Nos Jogos Olímpicos de Pequim em 2008 bateu o recorde mundial dos 100 metros peito com 58s91 e o recorde olímpico dos 200 metros peito com 2m07s64. É, por muitos, considerado um dos melhores peitistas da história devido à sua técnica de ciclos concentrados e muito fortes (apesar de lentos), que lhe concede um deslize acima da média de seus adversários. 
Ele anunciou sua aposentadoria, após não conseguir vaga para o Rio 2016 na seletiva Nacional, realizado em Tóquio.